# 鳥取市立湖山小学校
鳥取市立湖山小学校（とっとりしりつ こやましょうがっこう）は、鳥取県鳥取市湖山町南一丁目にある公立小学校。

## 沿革
- 1873年（明治6年）6月25日 - 因幡国第七大学区十九中学区三十四番小学湖山学校設置。
- 1886年（明治19年） - 高草郡第四区湖山尋常小学校と改称。
- 1925年（大正14年） - 湖山尋常高等小学校と改称。
- 1941年（昭和16年）4月1日 - 国民学校令により湖山国民学校と改称。
- 1947年（昭和22年）4月1日 - 学制改革により湖山村立湖山小学校と改称。
- 1953年（昭和28年）7月1日 - 町村合併に伴い鳥取市立湖山小学校と改称。
- 1968年（昭和43年）4月1日 - 校区改正により、世紀小学校松保校舎区（旧松保小学校区）の足山と岩吉（山陰本線以北）が当小学校区になる[1]。
- 1971年（昭和46年）4月2日 - 新校舎第一期工事完成。
- 1972年（昭和47年）2月9日 - 新校舎第二期工事完成。
- 1988年（昭和63年）4月6日 - 湖山西小学校を分離開校。

## 通学区域
- 岩吉（西日本旅客鉄道山陰本線以北）、湖山町北一丁目、湖山町北六丁目の一部、湖山町東一丁目、湖山町東二丁目、湖山町東三丁目の一部、湖山町東四丁目、湖山町東五丁目、湖山町南一丁目、湖山町南二丁目、湖山町南三丁目、湖山町南四丁目、足山、千代水二丁目の一部、千代水四丁目の一部

## 進学先中学校
- 鳥取市立湖東中学校

## 交通アクセス
- JR山陰本線 鳥取大学前駅より400m。

## 校区内の主な施設
- 鳥取大学
- 鳥取大学附属小学校・鳥取大学附属中学校
- 鳥取県立鳥取緑風高等学校
- 日本海自動車学校

## 著名な出身者
- ICONIQ（歌手）